# سالي راند
سالي راند (بالإنجليزية: Sally Rand)‏ هي ممثلة أمريكية، ولدت في 3 أبريل 1904 في نيويورك في الولايات المتحدة، وتوفيت في 31 أغسطس 1979 في غليندورا في الولايات المتحدة.

## أعمال

### أفلام
- (1925) بن هور

## وصلات خارجية
- سالي راند على موقع IMDb (الإنجليزية)
- سالي راند على موقع الموسوعة البريطانية (الإنجليزية)
- سالي راند على موقع ميوزك برينز (الإنجليزية)
- سالي راند على موقع قاعدة بيانات برودواي على الإنترنت (الإنجليزية)
- سالي راند على موقع قاعدة بيانات الفيلم (الإنجليزية)